# Dope (песня)
«Dope» (рус. Наркотик) — песня американской певицы Леди Гаги из её третьего студийного альбома Artpop. Выпущен 4 ноября 2013 года на лейбле Interscope, в качестве второго промосингла после «Venus». Композиция была написана Гагой, DJ White Shadow, Дино Зисисом и Ником Монсоном. Продюсерами выступили Гага и Рик Рубин. После операции на бедре и отмены The Born This Way Ball Tour певица пристрастилась к наркотикам (марихуане), чтобы облегчить физическую боль. «Dope» была написана о этой зависимости, став исповедью певицы. Трек был добавлен в альбом, так как Гага хотела сделать Artpop более автобиографичным. Композиция состоит из вокала певицы и мелодии, сыгранной на рояле. Лирика песни рассказывает об осознании того, что дорогой тебе человек важнее наркотиков. До выпуска песни певица выложила фотографию, на которой носит «бейсболку» с надписью «Dope», а также выложила небольшой отрывок текста, вызвав таким образом интерес к треку в СМИ. На обложке для «Dope» на Гагу надет пиджак с большими плечами, глаза исполнительницы закрывает шляпа, во рту у певицы «гриллзы» (которые в итоге оказались дизайнерским браслетом). Журналисты назвали обложку «пугающей» и сделали вывод, что Леди Гагу на создание фотографии вдохновили фильмы ужасов.
Трек получил положительные отзывы. Критики похвалили Гагу за простую мелодию, сильный вокал и откровенный текст. После релиза «Dope» вошла в чарты Новой Зеландии и Ирландии на 20 и 12 места. Гага исполнила песню на YouTube Music Awards 2013, в красной клетчатой рубашке, играя на фортепиано. Выступление получило в основном смешанные отзывы. Композиция стала 13 песней Леди Гаги, входившей в первую десятку американского чарта Billboard Hot 100, а также показала самые высокие позиции в этом чарте среди всех промосинглов исполнительницы, вышедших на момент 2013 года.

## Создание и запись
В феврале 2013 года Леди Гага травмировала бедро, в связи с которой отменила часть дат своего концертного турне The Born This Way Ball Tour. Певице была сделана операция и отведен срок в шесть месяцев для реабилитации. Позднее в интервью для Attitude Гага призналась, что у неё случилась депрессия, во время которой певица начала курить марихуану и записывать песни для Artpop. После релиза сингла «Applause» исполнительница представила несколько песен на iTunes Festival 2013 года. Ранняя версия песни имела название «I Wanna Be With You» и менее мрачный текст. После песня была переписана Гагой, DJ White Shadow, Дино Зизисом и Риком Рубином.

## Список композиций
- Цифровая загрузка

1. «Dope» — 3:41

## Чарты
| Чарт (2013)                                          | Высшая позиция |
| ---------------------------------------------------- | -------------- |
| Австралия (ARIA)                                     | 34             |
| Австрия (Ö3 Austria Top 40)                          | 28             |
| Бельгия/Фландрия (Ultratop 50)                       | 18             |
| Бельгия/Валлония (Ultratop 50)                       | 5              |
| Канада (Billboard Canadian Hot 100)                  | 96             |
| Дания (Tracklisten)                                  | 28             |
| Финляндия (Suomen virallinen lista)                  | 3              |
| Франция (SNEP)                                       | 8              |
| Германия (GfK)                                       | 34             |
| Greece Digital Songs (Billboard)                     | 2              |
| Венгрия (Single Top 40)                              | 1              |
| Ирландия (IRMA)                                      | 12             |
| Италия (FIMI)                                        | 5              |
| Люксембург (Billboard Luxembourg Digital Song Sales) | 10             |
| Нидерланды (Single Top 100)                          | 30             |
| Netherlands (Mega Top 50)                            | 28             |
| Новая Зеландия (Recorded Music NZ)                   | 20             |
| Portugal Digital Songs (Billboard)                   | 27             |
| South Korea (Gaon)                                   | 22             |
| Испания (PROMUSICAE)                                 | 1              |
| Швейцария (Schweizer Hitparade)                      | 15             |
| UK Singles (Official Charts Company)                 | 124            |
| US Billboard Hot 100                                 | 8              |